# Mộ Dung Tuấn
Mộ Dung Tuấn (tiếng Trung: 慕容儁; bính âm: Mùróng Jùn) (319–360), tên tự Tuyên Anh (宣英), gọi theo thụy hiệu là (Tiền) Yên Cảnh Chiêu Đế ((前)燕景昭帝), là một hoàng đế nước Tiền Yên trong lịch sử Trung Quốc. Ông là người cai trị thứ hai của đất nước, song là người đầu tiên xưng đế và trong thời ông cai trị, Tiền Yên đã mở rộng lãnh thổ từ chỗ chỉ bao gồm vùng đất nay là Liêu Ninh và nhiều phần của Hà Bắc đến gần như toàn bộ lãnh thổ ở bờ bắc Hoàng Hà và cũng có lãnh thổ đáng kể ở bờ nam Hoàng Hà.

## Sự nghiệp ban đầu
Mộ Dung Tuấn sinh năm 319, khi đó cha ông, Mộ Dung Hoảng vẫn còn là thế tử của Liêu Đông công Mộ Dung Hối. Trong thời niên thiếu của mình, ông được cho là đã được học cả về văn hiến và quân sự. Một khoảng thời gian nào đó sau khi cha ông lên kế vị vào năm 333, ông được lập làm thế tử, và vẫn giữ vị trí này khi cha ông xưng làm Yên vương vào năm 337 và khi tước hiệu này được nhà Tấn công nhận vào năm 341.
Các tài liệu lịch sử cho thấy rằng Mộ Dung Hoảng cũng xem xét đến việc để em trai của Mộ Dung Tuấn, Mộ Dung Bá làm thế tử, do ấn tượng với trí thông mính của Mộ Dung Bá song đã được các quan thuyết phục; các nguồn cũng quy cho đây là lý do mà Mộ Dung Tuấn ghen tị và lo sợ Mộ Dung Bá. Nếu đây là thực tế, thì nó cũng đã không ngăn cản được Mộ Dung Tuấn trao quyền cho em trai trong thời gian ông trị vì.
Theo các thư tịch thì chiến dịch đầu tiên ông dẫn quân là vào năm 344, khi ông cùng với thúc phụ Mộ Dung Bình (慕容評), dẫn quân đi đánh nước Đại, song Đại vương Thác Bạt Thập Dực Kiền đã không giao chiến, không có trận chiến đáng kể nào diễn ra.
Năm 346, Mộ Dung Hoảng ủy thác cho ông làm chỉ huy một đội quân tiến đánh Phù Dư Quốc, mặc dù vậy, quyền chỉ huy trên thực tế nằm trong tay em trai ông là Mộ Dung Khác. Quân Tiền Yên đã chiếm được kinh thành của Phù Dư Quốc và bắt giữ vua Phù Dư Huyền (夫餘玄).
Năm 348, Mộ Dung Hoảng qua đời. Mộ Dung Tuấn kế vị và trở thành Yên vương.

## Yên vương
Năm 349, sau cái chết của hoàng đế Thạch Hổ của nước Hậu Triệu kình địch, Hậu Triệu rơi vào nội chiến giữa các hoàng tử và cháu trai nuôi Thạch Mẫn (sau này cải thành họ gốc của cha đẻ là "Nhiễm"). Theo đề nghị của Mộ Dung Bá (lúc này đã đổi tên thành Mộ Dung Thùy), Mộ Dung Tuấn đã chuẩn bị cho việc bành trướng lãnh thổ sang Hậu Triệu.Ông cử Mộ Dung Khác, Mộ Dung Bình, Dương Vụ (陽鶩), và Mộ Dung Thùy làm các đại tướng, chuẩn bị cho một cuộc tấn công lớn nhắm vào vùng biên giới với Hậu Triệu.
Vào mùa xuân năm 350, Mộ Dung Tuấn bắt đầu tấn công, và quân Tiền Yên nhanh chóng chiếm được Kế Thành (薊城, nay thuộc Bắc Kinh). Mộ Dung Tuấn sau đó dời đô từ Long Thành (龍城, nay thuộc Cẩm Châu, Liêu Ninh) đến Kế Thành. Như vậy, toàn bộ U Châu (幽州, nay là Bắc Kinh, Thiên Tân và bắc bộ Hà Bắc) trở thành đất của Tiền Yên. Ông sau đó tiếp tục tiến về phía nam, song đã phải tạm thời dừng lại sau khi gần như bị tướng Hậu Triệu là Lộc Bột Tảo (鹿勃早) đánh bại.
Mộ Dung Tuấn tiếp tục chiến dịch bành trướng của mình vào mùa đông năm 350, Nhiễm Mẫn nay đã lập ra nước Nhiễm Ngụy, đang phải chiến đấu với tàn quân Hậu Triệu của Thạch Chi. Ông ta nhanh chóng chiếm được một số quận của Ký Châu (冀州, nay là trung bộ Hà Bắc), đánh đến kinh thành tạm thời của Thạch Chi ở Tương Quốc (襄國, nay thuộc Tân Thái, Hà Bắc). Thạch Chi phải chịu đựng các cuộc tấn công của Nhiễm Mẫn, đã tìm kiếm sự hỗ trợ của Mộ Dung Tuấn vào năm 351. Mộ Dung Tuấn cử tướng Duyệt Oản (悅綰) đến hội quân cùng Thạch Chi và tướng Diêu Tương (姚襄), và liên quân này đã làm cho Nhiễm Mẫn đại bại, buộc Nhiễm Mẫn phải bỏ việc bao vây Tương Quốc, mặc dù vậy, ngay sau đó Nhiễm Mẫn đã thuyết phục được tướng của Thạch Chi là Lưu Hiển (劉顯) giết chết chúa công, Hậu Triệu diệt vong.
Hè năm 352, quân của Mộ Dung Tuấn và Nhiễm Mẫn đánh một trận lớn. Mộ Dung Khác, chỉ huy đại quân của Mộ Dung Tuấn, đã lừa bộ binh của Nhiễm Mẫn đi vào vùng bình nguyên, sau đó dùng kị binh tiến đánh, khiến cho Nhiễm Mẫn phải đại bại. Trong trận chiến, ngựa của Nhiễm Mẫm đột nhiên chết, ông ta ngã xuống và bị bắt. Khi Nhiễm Mẫn (người Hán) được đưa đến trước mặt Mộ Dung Tuấn, ông ta đã xúc phạm Mộ Dung Tuấn là một tên người Hồ man di, và Mộ Dung Tuấn trong cơn giận đã dùng roi quất Nhiễm Mẫn và cho chặt đầu, mặc dù ngay sau đó ông đã e sợ về linh hồn của Nhiễm Mẫn và quyết định cho chôn cất Nhiễm Mẫn với nghi thức vinh dự.
Mộ Dung Tuấn sau đó tiến đánh kinh thành Nhiễm Ngụy là Nghiệp Thành (鄴城, nay thuộc Hàm Đan, Hà Bắc). Thái tử Nhiễm Ngụy là Nhiễm Trí, Đổng Hoàng hậu, và các đại thần tìm kiếm sợ trợ giúp từ nhà Tấn.
Tại thời điểm này, Mộ Dung Tuấn trên danh nghĩa vẫn là chư hầu của nhà Tấn, song rõ ràng là nước này không tiếp tục khuất phục trước Tấn. Tuy vậy, ngay cả với sự trợ giúp của Tấn, tuyến phòng thủ của Nghiệp Thành nhanh chóng bị chọc thủng, quân Tiền Yên đã bắt được Nhiễm Chí và Đổng Hoàng hậu, Nhiễm Ngụy diệt vong. Mộ Dung Tuấn phong cho cả Nhiễm Trí và Đổng Hoàng hậu (Hải Tân hầu cho Nhiễm Trí, Phụng Tỉ quân cho Đổng Hoàng hậu) và dường như đối đãi tốt với họ, tuyên bố rằng Đổng Hoàng hậu đã dâng quốc ấn cho ông. (Trên thực tế, quốc ấn ban đầu nằm trong tay nhà Tấn cho đến khi bị Hán Triệu đoạt lấy và rồi sau sang tay Hậu Triệu, Hậu Triệu đã đưa nó cho nhà Tấn để làm tin cho việc nhà Tấn hỗ trợ.) Hầu hết lãnh thổ phía đông của Hậu Triệu nằm trong tay Tiền Yên, mặc dù Tiền Yên, Tiền Tần, và Tấn đã tiến hàng nhiều trận đánh ở vùng biên giới trong các năm sau đó.
Mùa đông năm 352, Mộ Dung Tuấn chính thức tuyên bố độc lập từ Tấn và xưng đế.

## Làm hoàng đế
Năm 353, Mộ Dung Tuấn lập vợ mình, Khả Túc Hồn thị làm hoàng hậu và thế tử Mộ Dung Diệp (慕容瞱) làm Thái tử. Năm 354, Mộ Dung Tuấn tiếp tục phong cho nhiều thúc phụ, huynh đệ và hoàng nhi làm thân vương.
Năm 355, tức giận người anh em họ là Đoàn Kham (段龕), đang kiểm soát vùng nay là Sơn Đông và trên danh nghĩa là một chư hầu của nhà Tấn, đã viết một lá thư phản đối kịch liệt việc Mộ Dung Tuấn xưng đế, Mộ Dung Tuấn đã cử Mộ Dung Khác đi đánh người anh em họ. Năm 356, bất chấp việc kinh thành của Đoàn Kham là Quảng Cố (廣固, nay thuộc Thanh Châu, Sơn Đông) được phòng thủ vững chắc, Mộ Dung Khác đã cho vây thành, và sau khi quân của Đoàn Kham bị cạn nguồn lương thảo, ông ta đã buộc phải đầu hàng. Mộ Dung Tuấn ban đầu tha cho Đoàn Kham song không rõ vì sao ông đã cho hành quyết Đoàn Kham vào năm 357.
Cũng trong năm 356, thái tử Mộ Dung Diệp qua đời, và năm 357, Mộ Dung Tuấn lập Mộ Dung Vĩ làm thái tử.
Năm 357, Mộ Dung Tuấn dời đô từ Kế Thành đến Nghiệp Thành.
Năm 358, Mộ Dung Tuấn bắt đầu cho thực hiện một lệnh cưỡng bách tòng quân trên phạm vi lớn, theo đó mỗi hộ sẽ phải cử những đàn ông đủ điều kiện vào quân đội để đánh Tiền Tần và Tấn, song mỗi hộ được giữ lại một người đàn ông. Sau một thỉnh nguyện thư của Lưu Quý (劉貴), ông đã cho thu nhỏ lại việc này, theo đó trong 5 người đàn ông có khả năng phục dịch, 3 người sẽ phải tòng quân.
Đến năm 358, mối hận thù giữa Mộ Dung Tuấn và Mộ Dung Thùy lại bùng lên một lần nữa. Vợ của Mộ Dung Thùy là Đoàn Vương phi, do gia tộc của bà trước có vị thế bình đẳng với gia tộc Mộ Dung với tước hiệu Liêu Tây công, nên bà đã không kính cẩn với Khả Túc Hồn Hoàng hậu. Hoạn quan Niết Hạo (涅浩), đã vu cáo Đoàn Vương hậu và thuộc hạ của Mộ Dung Thùy là Cao Bật (高弼) tội dùng yêu thuật, với ý định kéo Mộ Dung Thùy vào vụ án. Tuy nhiên, mặc dù bị tra khảo, Đoàn Vương hậu và Cao Bật đã từ chối thừa nhận và Mộ Dung Thùy đã tránh được việc dính líu, song Đoàn Vương hậu đã chết trong tù. Mộ Dung Thùy bị đưa đi làm thứ sử của Bình Châu hẻo lánh (平州, nay là đông bộ Liêu Ninh).
Năm 359, quân Tấn dưới quyền Gia Cát Du (諸葛攸) và Tạ Vạn (謝萬) đãn tiến đánh Tiền Yên, song lại bị quân Tiền Yên đánh bại. Thắng lợi này đã cho phép Tiền Yên dần chiếm được khu vực nay là tỉnh Hà Nam, phía nam Hoàng Hà.
Đầu năm 360, Mộ Dung Tuấn lâm bệnh, ông nói với Mộ Dung Khác rằng, trong bối cảnh kình địch với Tiền Tần và Tấn, ông sẽ nhường ngôi cho Mộ Dung Khác, do người này đã trưởng thành và rất có tài, thay vì vị thái tử mới 10 tuổi là Mộ Dung Vĩ. Mộ Dung Khác đã từ chối, ông ta thuyết phục hoàng huynh rằng nếu ông ta có khả năng trị quốc, ông ta cũng có thể giúp vị hoàng đế trẻ tuổi. Sau đó, bệnh tình của ông tiến triển tốt hơn, và cùng với binh lính hội quân ở Nghiệp Thành, ông định lệnh cho Mộ Dung Khác và Dương Mâu (陽鞪) tiến hành một cuộc tấn công lớn chống Tấn, song ngay sau đó bệnh tình của ông lại trở nên nặng hơn. Ông sau đó triệu tập Mộ Dung Khác, Dương Mậu, Mộ Dung Bình, và Mộ Dung Căn (慕輿根) để ủy thác Thái tử cho họ. Ông qua đời ngay sau đó và Mộ Dung Vĩ lên kế vị.